# 日本スピンドル製造
日本スピンドル製造株式会社（にほんスピンドルせいぞう、英語: Nihon Spindle Manufacturing Co., Ltd.）は兵庫県尼崎市に本社を置く機械メーカーである。

## 主力製品・事業
- 産業機械事業（回転塑性加工機、ニーダー等）
- 環境事業（集塵機等）
- 空調事業（クリーンルーム等）
- 冷熱事業（冷却塔等）

## 主要事業所
- 本社所在地 - 兵庫県尼崎市潮江4-2-30
- 東京支社 - 東京都台東区北上野1-10-14（住友不動産上野ビル5号館）
- 関西支社 - 尼崎市潮江4-2-30
- 中部支店 - 愛知県名古屋市東区東桜1-10-24

- 本社1工場

## 沿革
- 1918年 - 合資会社日本スピンドル製造所を大阪市に創立。初の国産紡績用スピンドル・リング製造に着手。
- 1941年 - 戦時企業統合により日本内燃機株式会社と合弁。
- 1949年4月 - 日本スピンドル製造株式会社設立。
- 1951年10月 - 株式上場。
- 1995年 - 中国大連に大連スピンドル冷却塔有限公司を設立。
- 1999年 - 油圧機器事業を住友重機械工業へ、冷却塔事業を全額出資の新会社日本スピンドル冷熱に営業譲渡。
- 2001年 - 蓄熱事業を日本スピンドル冷熱に営業譲渡。日本スピンドル技研、エヌエス商事、エヌエス工機の3社を合併し、新たにNS技研株式会社が発足。
- 2003年 - NS技研、日本スピンドル冷熱、クリーンシステム事業センターを統合し、日本スピンドルテクノ株式会社を設立。
- 2005年 - 日本スピンドルテクノを合併し、新たに「空調システム事業部」を発足。
- 2005年 - JR福知山線脱線事故の救助活動が認められて菊池寛賞、紅綬褒章を受章。
- 2007年 - 住友重機械工業の日本スピンドル製造株式保有比率が議決権ベースで40.6%となり、子会社となる。マレーシア・ペナンにNS Cooling Towersを設立。
- 2009年 - 同社篠山工場ならびに東北支社を閉鎖。篠山工場のパート従業員およそ20名全員が解雇され、事業は尼崎工場へと移管された。
- 2010年4月 - 近代化産業遺産にも登録される同社旧本館事務所をリフォーム、新しく生まれ変わる。
- 2010年10月 - 住友重機械工業の完全子会社となり上場廃止。
- 2014年4月 - 株式会社モリヤマを吸収合併。
- 2020年5月 - ドイツの機械メーカーである Leifeld Metal Spinning GmbH（ライフェルト社）の株式を100%取得。

## 主要関係会社

### 国内グループ企業
- 株式会社イズミフードマシナリ
- 新日本ファスナー工業株式会社
- エヌエスエンジニアリングアンドサポート株式会社

### 海外グループ企業
- 大連斯頻徳冷却塔有限公司
- Nihon Spindle Cooling Towers Sdn.Bhd.
- 蘇州科徳技研有限公司
- Leifeld Metal Spinning GmbH